# Mossamyrtjärnen, Jämtland
Mossamyrtjärnen är en sjö i Bergs kommun i Jämtland och ingår i Ljungans huvudavrinningsområde.